# Jordluft
Hulrummene og sprækkerne i jorden (porerne) er for en stor dels vedkommende fyldt med luft. Man har beregnet, at porerne i en god jord rummer ca. 40% luft og 60% vand ét døgn efter vandmætning. Lige under jordskorpen er denne luft selvfølgelig sammensat næsten lige som atmosfærens luft. Men jo dybere nede, man måler, jo mere afvigende er sammensætningen. Det er især de to luftarter ilt og CO2, der findes i ændrede mængder. Disse afvigende sammensætninger af jordluften hænger sammen med, at alt det levende i jorden ånder.
Både rødder, dyr, bakterier, svampe og alle andre væsner bruger ilt og udskiller CO2, mens de lever. Derfor er den mest levende jord også den mest iltfattige. Og derfor er der mindst ilt dér, hvor der er mest aktivitet. 
Nedenfor er vist en tabel over forskellene:
| Jordtype         | CO2  | Ilt   |
| Skovjord         | 0,79 | 19,66 |
| Dyrket jord      | 0,74 | 19,02 |
| Nygødet jord     | 1,54 | 18,80 |
| Kompost          | 3,64 | 16,45 |
| Atmosfærisk luft | 0,03 | 20,74 |

Foruden disse afvigelser kan man bevise, at der også er store svingninger i ilt- og CO2-indholdet gennem året. I forsommeren, hvor jorden er varm og fugtig, og hvor alle organismer trives godt, dér er der lavt iltindhold, men højt CO2-indhold. Midt på sommeren ligner jordluften mere den atmosfæriske luft, og det skyldes, at de tørre forhold bremser aktiviteten i jorden. I løbet af august og resten af efteråret stiger aktiviteten. Der forbruges ilt, og der frigives CO2. Om vinteren ligger livet i dvale, og jordluften kommer atter på højde med atmosfæren.
Når al ilten ikke bliver brugt, og når jordluftens CO2-indhold ikke kommer op i nærheden af 20%, så skyldes det en stadig sivning af begge luftarter. Op og ned gennem revner og huller sker der en diffusion af luftarter. Man har fundet ud af, at luften i pløjelaget bliver udskiftet fuldstændigt mellem 1 og 3 gange pr. time. Denne fornyelse af luften bliver fremskyndet af skiftende lufttryk. Højtryk presser atmosfærisk luft ned i jorden, mens lavtryk suger jordluft op. Temperatursvingninger hjælper også til: Når jorden køles ned om natten, suges der luft ned i den, mens den varme jord om dagen presser luft ud af porerne. Og endelig vil vandet i den vandmættede jord suge luft ind i porerne, når det selv siver nedad.